# Publius Enigma
Publius Enigma je označením záhady, série hádanek spojených s albem Pink Floyd The Division Bell.
Záhada vznikla a byla aktivně řešena převážně na Internetu. Hádanka samotná zůstávala dlouho nevyřešená a žádné nové Publiovy zprávy se od konce devadesátých let neobjevily.
Při autogramiádě ke své knize Pink Floyd: Od založení do současnosti prohlásil v roce 2005 bubeník Nick Mason, že Enigma skutečně existovala a že celá tato záležitost byla uspořádána nahrávací společností EMI za účelem zvýšení prodeje dosud posledního alba skupiny. Říká se, že autoři po čase od rozvoje svého nápadu upustili, proto nebylo zatím tajemství doopravdy rozluštěno.

## Publius
Záhada je pojmenována podle člověka, který se poprvé zmínil na Internetu o záhadě, a je znám pouze jako Publius. Podle něj a podle slova, které k označení tajného obsahu alba sám použil, je celá tato záležitost označováno jako Publius Enigma (česky „Hádanka Publius“ případně též „Publiova hádanka“) či někdy zkráceně jen Enigma.
Zprávy od Publia se objevovaly na tzv. Pink Floyd Usenet newsgroup, alt.music.pink-floyd, první z nich 11. června 1994, brzy po začátku turnéThe Division Bell:
Přátelé,
Slyšeli jste vzkaz, který doručili Pink Floyd,
ale poslouchali jste?
Možná bych mohl být vaším průvodcem, ale nebudu řešit enigmu/hádanku za vás.
Vše, co musíte, otevřete svou mysl a komunikujte s ostatními,
protože tohle je jediná cesta jak mohou být vyjeveny odpovědi.
Mohu vám pomoci, ale jen když vyvstanou překážky.
Poslouchejte.
Čtěte.
Přemýšlejte.
Komunikujte.
If I don't promise you the answers would you go.
Publius
```
 Newsgroups: alt.music.pink-floyd
From: an105375@anon.penet.fi
X-Anonymously-To: alt.music.pink-floyd
Organization: Anonymous contact service
Reply-To: an105375@anon.penet.fi
Date: Sat, 11 Jun 1994 16:51:16 UTC
Subject: >>>>>>>>T  H  E   M  E  S  S  A  G  E<<<<<<<<
My friends,
You have heard the message Pink Floyd has delivered,
but have you listened?
Perhaps I can be your guide, but I will not solve the enigma for you.
All of you must open your minds and communicate with each other,
as this is the only way the answers can be revealed.
I may help you, but only if obstacles arise.
Listen.
Read.
Think.
Communicate.
If I don't promise you the answers would you go.
      Publius
```

Nepřeložená část vzkazu původního vzkazu je úryvek textu ze skladby What Do You Want From Me. Odřádkování odpovídá formě, v jaké jej Publius poslal.
Později Publius prohlásil, že:
The Division Bell není jako jeho předchůdci. Všechna kvalitní hudba je předmětem mnoha různých interpretací, v tomto případě však jde o centrální záměr a přesné rozuzlení. Moudrému člověku nebo skupině moudrých lidí, kteří informaci odhalí a zjistí kam ukazuje, připadne unikátní cena.
Spousta členů tamější komunity byla velmi skeptická. Proto 16. července 1994 doručil Publius následující zprávu:
pondělí, 18. červenec, East Rutherford, New Jersey. okolo 22:30. Blikající bílé světla. Tam je záhada.
Té noci okolo daného času, zablikala bílá světla lemující pódium a spolupodílející se na vytváření světelných efektů doprovázející koncert Pink Floyd a vytvořila nápis ENIGMA PUBLIUS.
Další potvrzení existence záhady bylo uskutečněno ke konci turné k mnohem většímu publiku. 20. října 1994, během koncertu v Earls Court, Londýn, se slovo ENIGMA objevilo pod pódiem. Na DVD Pulse lze také podobný nápis spatřit během skladby Another Brick in the Wall, Part II.
Na konci turné Division Bell se frekvence Publiových zpráv zpomalila. Rok po poslední zprávě byla anonymní služba Penet remailer, pomocí které by mohly být Publiovy zprávy vysledovány, zrušena.
Po Publiově konci se začala objevovat spousta lidí, co se snažili napodobit Publiovy zprávy. Nejznámějším případ podvodu, kdy se někdo vydával za podobného Publiovi, se stal poté, co Craig McGee zveřejnil tzv. "solution post," což vedlo ke zmatkům, jestli byla nebo nebyla záhada vyřešena.
Publiova pravá identita zůstala utajena. V DavidGilmour.com FAQ je zmíněn takto:
Vždycky jsem přemýšlel proč je v písni 'Take It Back' pomlčka mezi g a d v G-d.
Někteří lidé prostě nemají rádi, když se bere jméno Boží nadarmo. Byla to nejlepší cesta jak tomu zabránit — a možná také lidi nasměrovat k řešení Publiovy záhady! 